# Ned Ludd

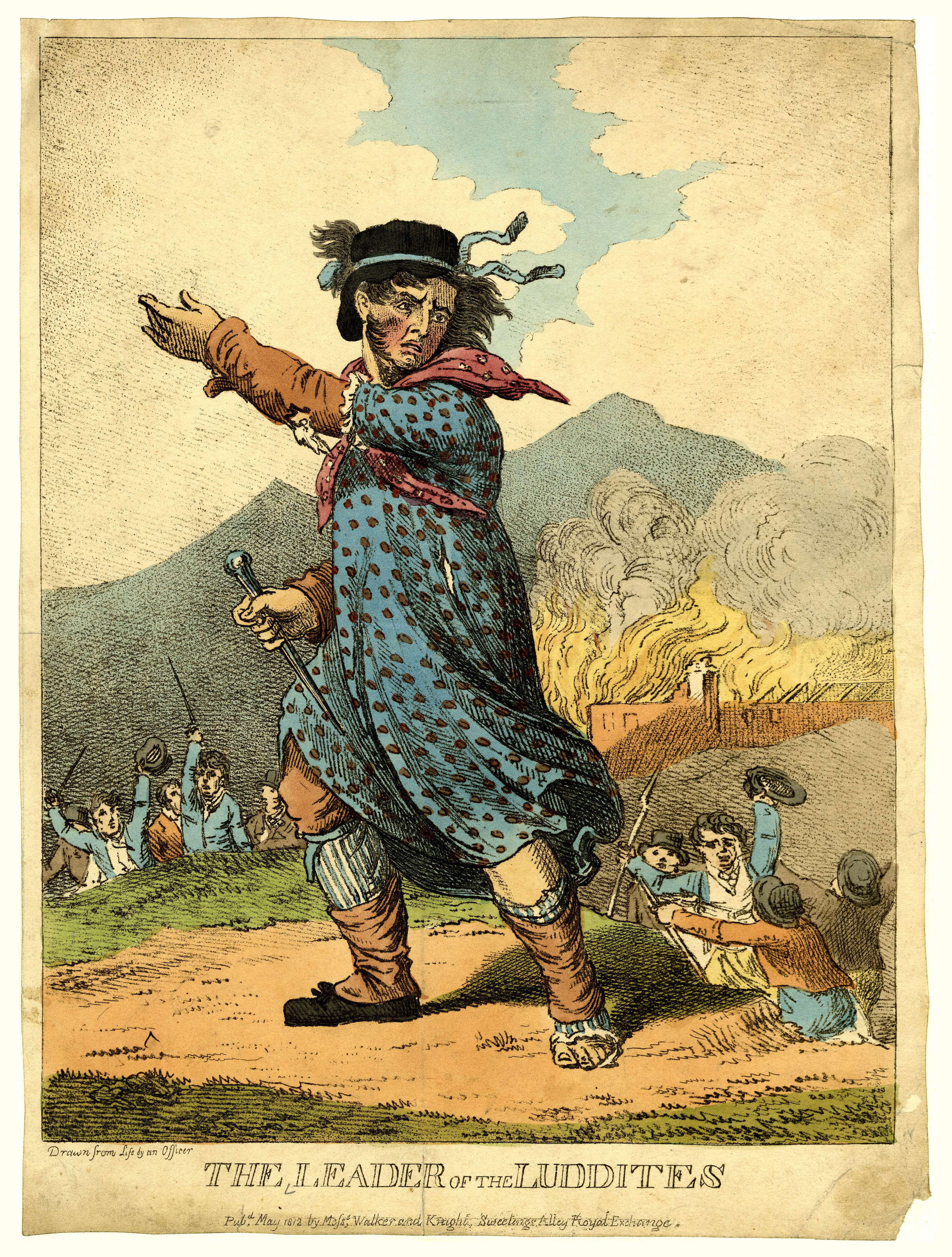
The Leader of the Luddites, incisione del 1812

Ned Ludd o Ned Lud è un personaggio storico, la cui reale esistenza, tuttavia, non è universalmente accettata, da cui prese il nome il movimento del luddismo. La sua azione fu di ispirazione per il personaggio popolare del "capitano Ludd" (conosciuto anche come "re" o "generale Ludd", in inglese Captain, o King o General Ludd) che divenne l'immaginario leader e fondatore dei luddisti.
Sebbene, come anticipato prima, non esistano prove certe della sua reale esistenza, si ritiene che provenisse dal villaggio di Anstey presso Leicester e che svolgesse il mestiere di tessitore. L'episodio che ispirò la trasformazione di questo uomo comune del XVIII secolo nell'eroe ottocentesco del proletariato fu la distruzione di un telaio da lui compiuta durante uno scatto di rabbia nel 1779.

## Cultura di massa
Il personaggio di Ned Ludd è stato celebrato nella ballata popolare inglese General Ludd's Triumph. Gli sono state dedicate una canzone di Robert Calvert e una sezione di un album dal gruppo folk-rock Steeleye Span. Anche una canzone degli Heaven Shall Burn ha diretti riferimenti al Capitano Ludd.
Il gruppo musicale Romano Punk Hardcore Ludd Rising! 